# Jelko Kacin

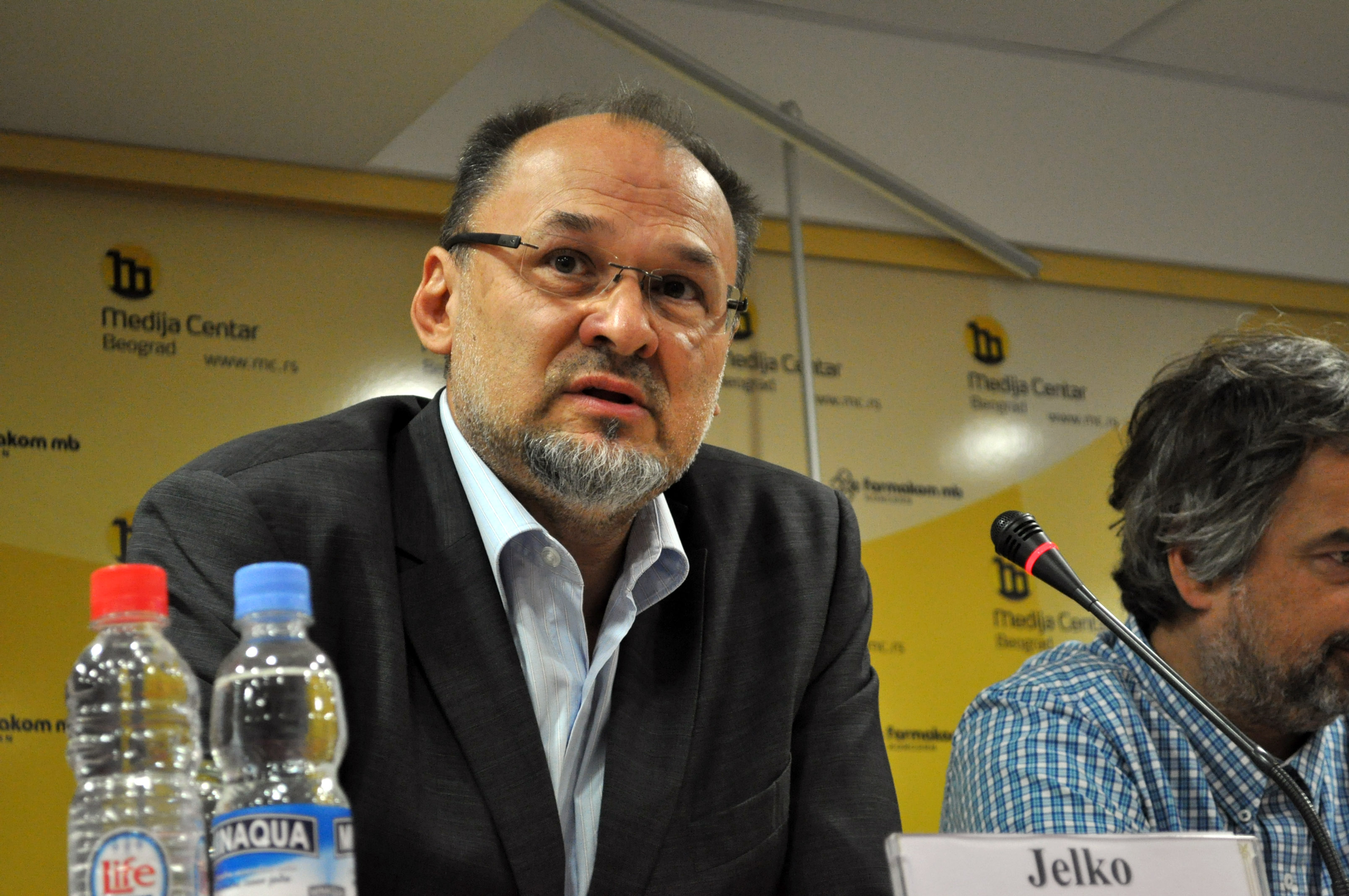
Jelko Kacin in 2011

Jelko Kacin (Celje, 26 november 1955) is een Sloveens polemoloog en politicus. Van 15 oktober 2005 tot 25 mei 2007, toen hij zijn aftreden bekendmaakte, was hij partijleider van de Liberale Democratie van Slovenië. Kacin is sinds 2004 afgevaardigde in het Europees Parlement, waar hij deel uitmaakt van de fractie van de Europese Liberalen en Democraten. Hij is lid van de commissie voor buitenlandse zaken van het EP.
Kacin studeerde in 1981 af in de polemologie op het onderwerp Vrouwen in de krijgsmacht. Vervolgens werkte hij als publicist en publiceerde over polemologische onderwerpen en militaria.
Na de eerste democratische verkiezingen in 1990 werd Kacin als lid van de Sloveense Democratische Bond plaatsvervangend minister van defensie en vervolgens minister van informatie. In deze functie leidde hij het informatieoffensief ten tijde van de Sloveense onafhankelijkheidsoorlog in 1991. Hij is eveneens oprichter van het Sloveense persagentschap STA.
Na het uiteenvallen van de Sloveense Democratische Bond volgde Kacin het merendeel van de leden naar de opvolgerpartij Democratische Partij (die in 1994 de Liberale Democratie van Slovenië zou medeoprichten). 
In 1992 kandideerde Jelko Kacin (evenals een serie andere kandidaten) vergeefs voor president van de republiek tegen winnaar Milan Kučan.
Na het vertrek van defensieminister Janez Janša en diens Sociaaldemocratische Partij van Slovenië uit de regering in 1994 als gevolg van de affaire Depala vas trad Kacin aan als nieuwe minister van defensie. Hij bleef dit tot 1997 (vanaf de verkiezingen eind 1996 demissionair). Tussen 1997 en 2004 was Kacin parlementslid voor de LDS en voorzitter van de vaste parlementscommissie voor buitenlandse zaken. Hij was tevens Sloveens afgevaardigde in de assemblee van de Raad van Europa (zittingsperiode 2000) en lid van de Conventie voor de Europese Grondwet.